# Maria Katharina Kasper
Maria Katharina Kasper (26 de maio de 1820 - 2 de fevereiro de 1898) - nascida Katharina, mas na religião conhecida como Maria - era uma irmã religiosa católica romana alemã e fundadora das Servas Pobres de Jesus Cristo. Kasper entrou na vida religiosa mais tarde em sua vida, apesar de ter nutrido o desejo de se tornar uma irmã religiosa por um longo período de tempo. Não se materializou antes devido a circunstâncias agravantes, como a situação econômica pobre dos Kaspers e a morte de um irmão e de seu pai. A sua dedicação aos pobres e doentes foi notada ao longo da sua vida e a esta obra se dedicou com grande zelo.
Seu processo de canonização foi lançado na década de 1940 e em 4 de outubro de 1974 foi nomeada Venerável; O Papa Paulo VI a beatificou pouco depois, em 16 de abril de 1978. O Papa Francisco confirmou sua canonização, que foi celebrada em 14 de outubro de 2018.

## Vida
Maria Katharina Kasper nasceu em meados de 1820 em Dernbach (agora parte do estado da Renânia-Palatinado, no oeste da Alemanha) como a terceira de quatro filhos dos devotos camponeses Heinrich Kasper e Katharina Fassel (1785-???) Seu pai teve quatro filhas do primeiro casamento. Seus irmãos eram:
- Peter
- Christian
- Joseph

Em sua infância, ela gostava de ler e deu ênfase especial à Bíblia e à Imitação de Cristo. Kasper também era conhecido por ser extrovertida, com um forte senso de caráter moral. Kasper frequentou a escola em sua cidade natal (dos seis aos quatorze anos, embora a saúde frágil muitas vezes a mantivesse em casa) e ajudava no canteiro de batatas de seus pais, enquanto também fazia as tarefas domésticas, como fiar e tecer tecidos. Para as crianças, ela cantava canções e sempre contava histórias.
Kasper também trabalhava nos campos e um desses trabalhos que lhe foi confiado foi o rachar de pedras para a construção de estradas nas áreas ao redor do campo. Kasper costumava viajar a um santuário mariano e levar outras crianças para lá também. A sua vocação religiosa manifestou-se desde a infância e ela escreveu que "eu era ainda uma menina", quando sentiu "um grande desejo dos votos religiosos" para se consagrar ao Senhor. Kasper trabalhou na adolescência no campo para sustentar os pais, enquanto sua visão de vocação se tornava mais clara à medida que trabalhava; mais tarde ela escreveu que "quando fui trabalhar, senti a presença de Deus em mim".
Em 1841, seu pai morreu e em 1842 um de seus irmãos morreu enquanto ele voltava do comércio na Holanda; suas mortes estilhaçaram a família. Sua má condição econômica agravou a situação; ela e sua mãe foram forçadas a deixar sua casa. Eles alugaram um quarto na casa de Matthias Müller e ela trabalhava mal para se sustentar e a sua mãe. Sua mãe morreu algum tempo depois disso, o que deixou Kasper sozinha, mas livre para seguir seu chamado para a vida religiosa. Ela queria se tornar uma religiosa professa, mas não em uma congregação religiosa preexistente, o que tornaria isso uma coisa difícil de alcançar. Isso também significaria deixar sua região natal, já que não havia nenhuma ordem religiosa feminina presente devido à secularização. No entanto, ainda havia membros (homens) dessas ordens (de mosteiros anteriormente existentes) vivendo em sua área, por exemplo, franciscanos e cistercienses nas proximidades de Montabaur. Por sua presença e também por suas atividades religiosas em andamento, seu espírito viveu. Kasper encontrou isso não apenas em Montabaur, mas também durante sua estada em Limburg. Ela construiu - com a ajuda de outros moradores e familiares - sua própria casinha em Dernbach. Mais tarde, seria a primeira casa da comunidade. As primeiras meninas locais, que a ajudaram a cuidar de crianças e enfermos na aldeia, moravam nas respectivas casas de família.
As atividades de seu grupo não passaram despercebidas, principalmente à medida que suas atividades cresciam. O prefeito local fez um anúncio público sobre o grupo, deu-lhes algumas orientações e pediu aos moradores que fizessem doações para eles. Também os padres dos vizinhos Wirges e Montabaur foram informados. Eles provavelmente passaram a informação para Peter Joseph Blum, o Bispo de Limburg, que Kasper também visitou. Com o tempo, algumas garotas da aldeia mudaram-se para a casa de Kasper, e também mulheres de outras aldeias. O que começou em 1845/46 como um círculo dedicado, mas solto, agora precisava de instalações maiores. Também se tornou uma associação dedicada a entrar na vida religiosa organizada e formaria a base para a congregação religiosa que Kasper criaria.
Em 15 de agosto de 1851, o bispo Blum recebeu os primeiros votos do grupo na igreja de Wirges. As Servas Pobres de Jesus Cristo foram estabelecidas e Kasper (e as outras mulheres) professaram ser religiosas. Kasper adotou o nome religioso de "Maria". A congregação se espalhou em um ritmo rápido e Kasper visitou as várias casas espalhadas para ver como cada uma funcionava e como cada uma estava desempenhando sua missão; a congregação logo foi para a Holanda em 1859. Kasper serviu cinco mandatos consecutivos como Superior Geral da ordem. Em 1854, a ordem abriu sua primeira escola. O Papa Pio IX concedeu um decreto de louvor à ordem em 9 de março de 1860, mas ela recebeu a aprovação papal formal do Papa Leão XIII em 21 de maio de 1890. Em 1868, a ordem se espalhou para os Estados Unidos da América, em cidades como Chicago.
Kasper sofreu um ataque cardíaco em 27 de janeiro de 1898 e morreu na casa-mãe de Dernbach, ao amanhecer da Festa da Apresentação. Ela foi enterrada no cemitério particular das irmãs perto da casa mãe. Seus restos mortais foram transferidos para a capela da casa-mãe da ordem em 1950. Desde a sua primeira colocação em abóbada foram devidas à beatificação (1978) transferidas para uma urna-santuário colocada por baixo do altar.
Sua ordem agora opera em países de todo o mundo, como México e Índia. Quando ela morreu em 1898, havia 1.725 religiosas em 193 casas, mas em 2008 eram 690 religiosas em 104 casas. A sede das SPJC nos Estados Unidos fica em Donaldson (Plymouth), Indiana.

## Canonização

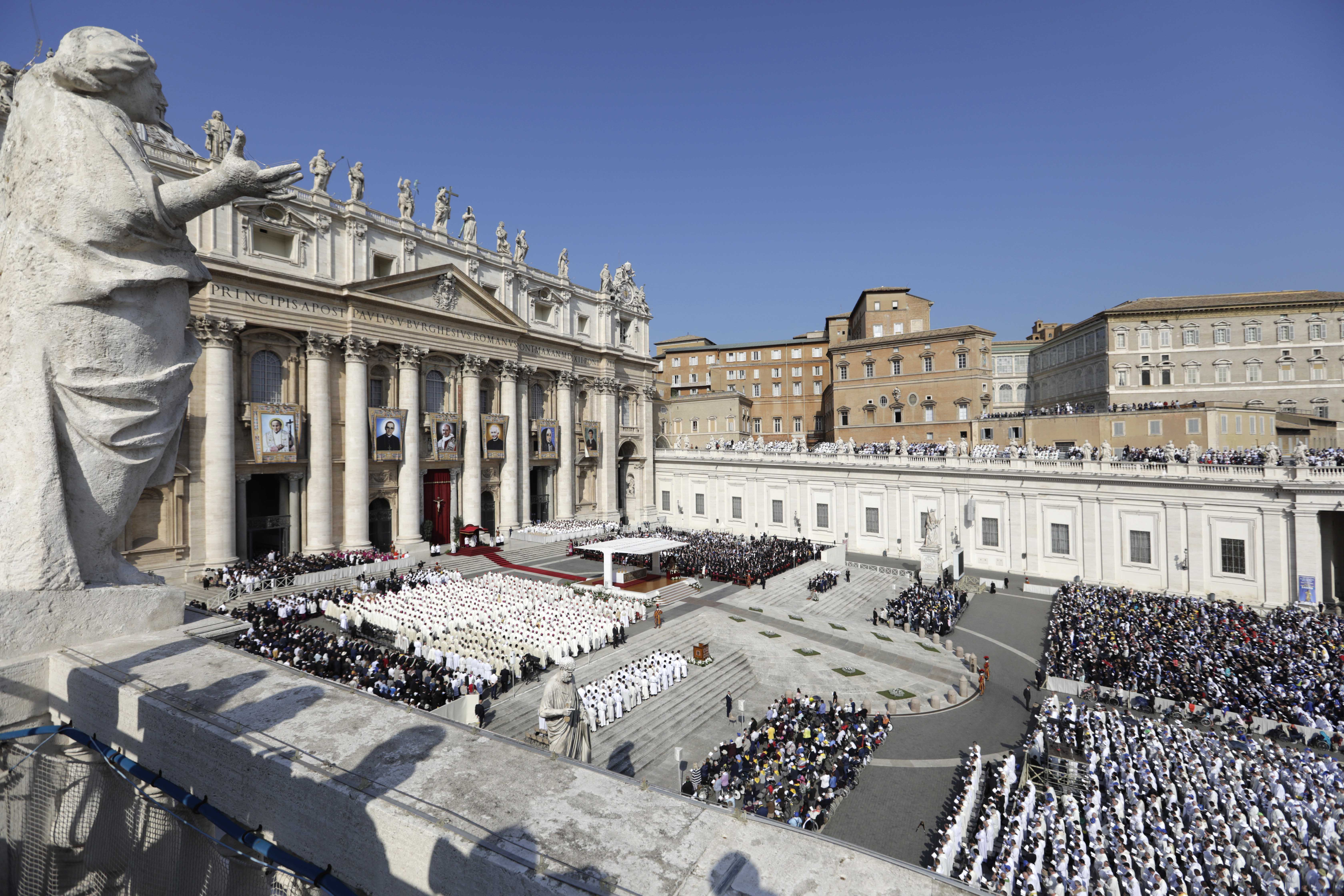
Canonização de Kasper em 2018

O processo de beatificação começou em Limburg em um processo informativo que foi inaugurado em 1928 e encerrado menos de uma década depois, em 1935; teólogos avaliaram e aprovaram seus escritos espirituais em 27 de novembro de 1937 como estando de acordo com a doutrina oficial. A introdução formal da causa ocorreu em 3 de fevereiro de 1946, sob o papa Pio XII, e Kasper foi intitulada Serva de Deus. O processo apostólico foi conduzido ao longo de 1951 e seu encerramento encerrou a série de investigações diocesanas pela causa. Isso permitiu à Congregação para os Ritos assumir e validar esses processos em Roma em 18 de abril de 1953. O primeiro passo foi a aprovação da causa por um comitê em 3 de maio de 1966, enquanto a Congregação para as Causas dos Santos e seus consultores também confirmaram sua aprovação pela causa em 9 de abril de 1974. A C.C.S. concedeu aprovação adicional à causa em 4 de junho de 1974.
Kasper foi intitulado Venerável em 4 de outubro de 1974 depois que o Papa Paulo VI - em uma audiência com o prefeito da C.C.S., cardeal Luigi Raimondi - confirmou que Kasper tinha vivido uma vida de virtudes heroicas e autorizou a promulgação de um decreto confirmando essa mudança.
Sua beatificação dependia então da confirmação papal de um milagre que a ciência e a medicina não explicam. Isso geralmente assume a forma de uma cura. O milagre que levou à sua beatificação foi a cura da irmã Maria Herluka - da ordem de Kasper - de tuberculose severa em setembro de 1945. O milagre foi investigado em 3 de dezembro de 1968 até o seu encerramento em 29 de maio de 1970, e a C.C.S. validou o processo em 24 de outubro de 1974. Os especialistas médicos confirmaram que a cura não tinha explicação possível na reunião realizada em 16 de julho de 1975, enquanto a C.C.S. e seus consultores teológicos em 30 de novembro de 1976 determinaram que a cura veio como resultado direto da intercessão de Kasper. Somente a C.C.S. - também em 30 de novembro - forneceu uma confirmação adicional. Posteriormente, culminou em 20 de janeiro de 1977, quando Paulo VI confirmou a cura como um milagre que permitiria a beatificação de Kasper.
Paulo VI beatificou Kasper em 19 de abril de 1978 na Praça de São Pedro. O papa elogiou Kasper como uma mulher de "fé e fortaleza" em seu discurso na beatificação.
O Papa Francisco confirmou sua canonização, que foi celebrada na Praça de São Pedro em 14 de outubro de 2018. O milagre que permitiu sua canonização aconteceu na Índia em 2012. Em 20 de outubro de 2019, o bispo de Limburg Georg Bätzing abençoou um sino que foi doado pela família limburgiana dedicado ao novo santo. Este sino ('c') completará os sinos do Limburger Dom.